# Elvira Antón-Carrillo
Elvira Antón-Carrillo (Burgos, 8 de febrero de 1961) es una investigadora española  profesora de Estudios Culturales de España y Latinoamérica en la Universidad de Roehampton en Londres hasta el año 2020.

## Trayectoria
La profesora Elvira Anton-Carrillo es doctora en Antropología social y Cultural por la Universidad de Granada. Su tesis doctoral presentada en la editorial de la misma universidad en el año 2005 con el tituloː Arqueología del discurso de las élites cubanas sobre raza durante el siglo XX: editoriales y artículos de opinión. y Máster en Enseñanza de Lenguas Extranjeras de la Universidad de Londres.
Ha trabajado y residido en Londres desde 2007 hasta 2020 en la universidad de Roehampton, Londres. En UK, desarrolló su principal labor investigadora. Desde 2016, llevó a cabo un proyecto de investigación sobre cuestiones de identidad transnacional en la comunidad iberoamericana del Reino Unido y de España. Construcción de identidades transnacionales desde la prensa: latinoamericanos en Londres y Madrid.
A su regreso a España, desde marzo de 2020 trabaja en la Universitat Jaume I Castelló como investigadora distinguida (senior) con una ayuda gubernamental "Beatriz Galindo." 
La plataforma Transmedia, dedicada a organizar actividades para divulgar la labor de investigadores y profesionales de la comunicación y las humanidades con el fin de dar a conocer el trabajo que se hace desde los principales centros de investigación, ofrece una de las conferencias de Anton Carrillo tituladaː Que es la neurodiversidad.
Pertenece al comité científico del Primer Congreso Internacional Estéticas Híbridas de la imagen en movimiento, debate acerca del videoarte producido en España desde una perspectiva transdisciplinar, organizado por la plataforma de investigación sobre la imagen dirigido por la investigadora Ana Martínez Collado denominado ARES .

## Publicaciones
Google académico ofrece una relación de las publicaciones de Antón. Entre otrasː  Londres como ciudad multicultural y sus políticas de apoyo a minorías étnicas: el caso de la comunidad iberoamericana junto con Rocío Blay Arráez y María Teresa Benlloch Osuna publicado en 2017 en la Revista Prisma Social.
En el año 2019  se publicó la obra titulada Londres tras el Brexit, editado por la Universidad de La Laguna. Un estudio realizado junto con otros dos profesionales acerca del proceso y consecuencias del referendun del Brexit en el Reino Unido.  Esta investigación se gesta a raíz de un hecho histórico, en el que la mayoría de la población de UK votó salir de la Unión Europea el 23 de junio de 2016.
- Los cabildos de nación, Un cambio de siglo 1898: España, Cuba, Puerto Rico, Filipinas y Estado Unidos / coord. por José Girón Garrote, 2008,  978-84-8317-759-4, págs. 267-272[15]
- La representación de la crisis española en la publicidad. El caso de "Despertar" (Campofrío, 2015) por Samuel Gil Soldevilla, y Elvira Antón Carrillo  Área abierta,  1578-8393, Vol. 18, Nº. 2, 2018 (Ejemplar dedicado a: Monográfico: Representación de la crisis), págs. 293-308[16]
- Despertar: la sutura publicitaria de la crisis de lo real Samuel Gil Soldevilla, Elvira Antón Carrillo. La crisis de lo real: representaciones de la crisis financiera de 2008 en el audiovisual contemporáneo / coordinado por José Javier Marzal Felici, Antonio Loriguillo López, Aarón Rodríguez Serrano, Teresa Sorolla Romero, 2018,  978-84-17203-47-4, págs. 347-365[17]